# Joanna Schmidt
 (mai 2019).
Si vous disposez d'ouvrages ou d'articles de référence ou si vous connaissez des sites web de qualité traitant du thème abordé ici, merci de compléter l'article en donnant les références utiles à sa vérifiabilité et en les liant à la section « Notes et références ».
Joanna Schmidt (née Mihułka le 14 septembre 1978 à Głogów) est une économiste, entrepreneuse et une femme politique polonaise, membre de .Moderne.
Elle est députée au Sejm.
Elle est vice-présidente du Parti de l'Alliance des libéraux et des démocrates pour l'Europe.